# Rabello Futebol Clube
O Rabello Futebol Clube, ou apenas Rabello foi um clube de futebol brasileiro, sediado em Brasília, no Distrito Federal. 
Foi fundado em 17 de agosto de 1957. O clube foi tetracampeão brasiliense entre os anos de 1964 e 1967. Teve grandes jogadores como o goleiro Zé Valter, o lateral direito Aderbal, o meia esquerda Beto e o ponta esquerda Arnaldo.

## História

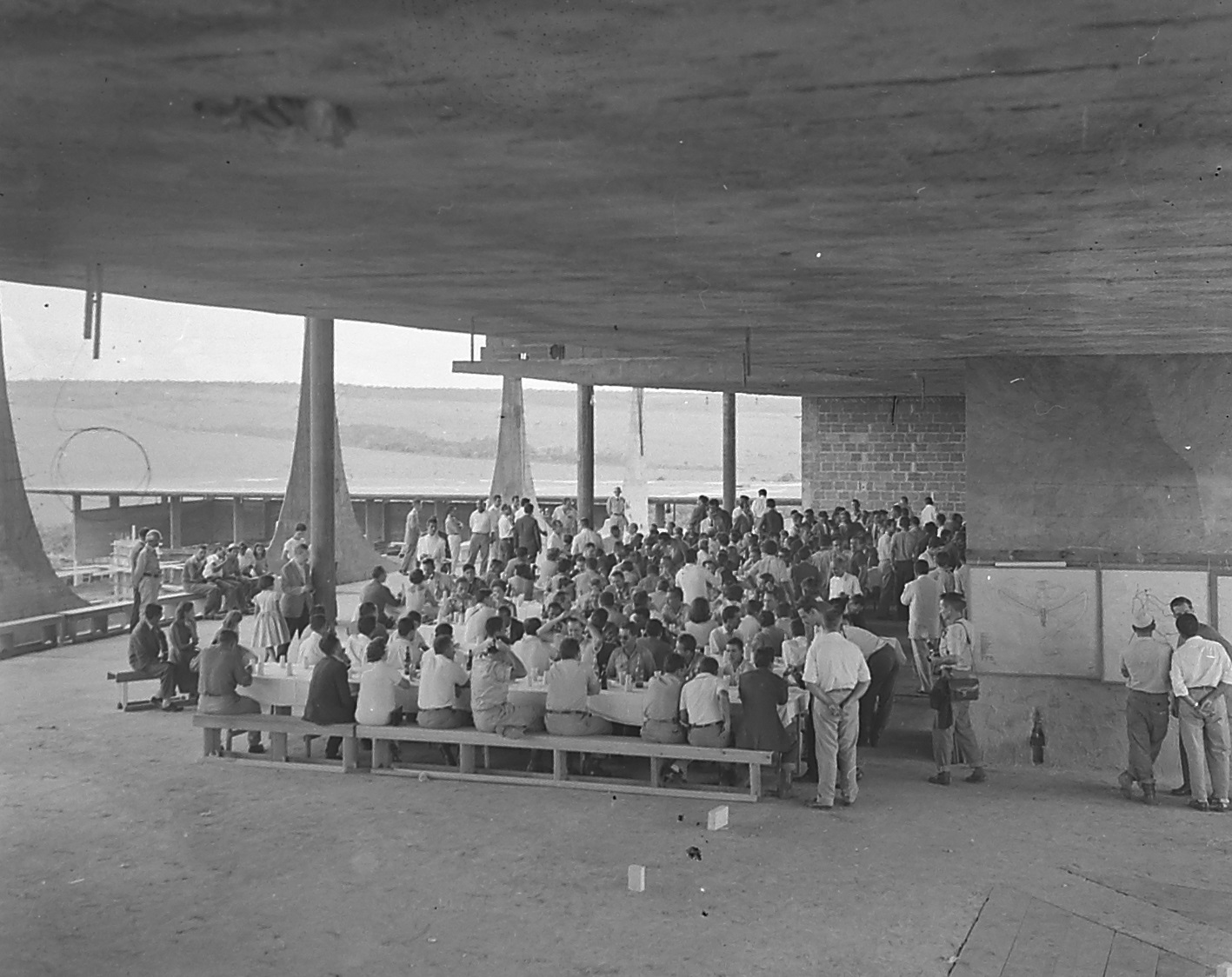
Construção do Palácio do Alvorada, da qual a Rabello S. A. participou. Muitos times surgiram de construtoras dos primeiros anos de Brasília.

O Rabello Futebol Clube foi segundo grande clube a surgir em Brasília, após o Guará. Pertencia e herdou o nome da Construtora Rabello S. A., cujo dono era Marco Paulo Rabello, grande amigo de Juscelino Kubitschek. A Rabello foi responsável pela construção de importantes obras em Brasília, dentre as quais o Palácio da Alvorada, a Rodoviária do Plano Piloto, o Palácio do Supremo Tribunal Federal e obras no Campus Darcy Ribeiro da Universidade de Brasília (UnB).  
A construtora Rabello foi uma das primeiras empresas a ter seu próprio acampamento, ainda em 1956. Em 1958, já tinham sido construídos, aproximadamente, 22 acampamentos ao redor do conjunto das obras da nova capital. A busca de lazer e de entretenimento levou os empregados desses acampamentos a descobrirem o futebol. As construtoras e seus empregados começam a formar times, assim como órgãos filiados a Novacap. 
O time de futebol foi fundado em 17 de agosto de 1957 no acampamento da construtora por Paulo Linhares Gomes, Roberto Pereira Miranda, Newton Cândido, José de Lourdes Alexandre, Ernando Soares, Djalma Sérgio e José Silva Laranjeira, entre outros. Paulo foi eleito presidente. As cores oficiais do novo clube seriam o preto e branco, sendo portanto uma equipe alvinegra, com um uniforme igual ao do clube carioca Botafogo de Futebol e Regatas.

### Primeiros jogos e primeiro título
No primeiro jogo que disputou, perdeu para a seleção da Polícia Militar do Distrito Federal por 6 a 0.
Em poucos anos, já haviam dezoito times na nova cidade, formados principalmente por construtoras. No dia 16 de março de 1959, foi criada a Federação Desportiva de Brasília, para organizar campeonatos e regularizar as equipes. O Rabello já estava lá, representado por José Silva Laranjeira.
A primeira competição oficial da Federação foi o Torneio Início, realizado no campo do Guará, o Estádio Israel Pinheiro, nomeado em homenagem a Israel Pinheiro, o primeiro prefeito do Distrito Federal. O torneio foi realizado no dia 4 de setembro de 1960, tendo vencido na estreia o Alvorada por 1 a 0 com gol de Nilo, e depois passado pelos donos da casa, o Guará, e pelo Edilson Motta, nos pênaltis após dois 0 a 0. Na final, o Rabello se sagrou campeão após vencer o Planalto por 1 a 0, com gol de Calado.

### Campeonato Brasiliense de 1960 e o surgimento de uma rivalidade
Para realizar a segunda edição do Campeonato Brasiliense, a Federação Desportiva de Brasília decidiu dividir as equipes em quatro grupos devido ao grande número de times inscritos, com os dois primeiros de cada grupo ficando na primeira divisão e os restantes, na segunda divisão do Campeonato Brasiliense de Futebol. O campo do Rabello levava o nome de Estádio Paulo Linhares, e como os times com campos em condições eram cabeças-de-chave, o Rabello era o cabeça-de-chave do Grupo D, formado também por Alvorada, Nacional e Real. Após um empate em 0 a 0 com o Nacional no dia 18 de setembro de 1960, venceu os outros dois times de goleada: 6 a 1 contra o Real e 5 a 2 contra o Alvorada, garantindo o primeiro lugar do grupo e a vaga na primeira divisão. 
Antes de iniciar o Campeonato, fez um amistoso contra o Grêmio Brasiliense, onde foi inaugurado os refletores do campo da equipe adversária. O jogo terminou em um empate em 2 a 2.
A Taça Juscelino Kubitschek seria disputada em turno único pelos times da primeira divisão. Na primeira de sete rodadas, o Rabello enfrentou o Defelê e venceu por 1 a 0, com gol de Joãozinho. Foi o primeiro jogo entre as duas equipes, que logo se tornaria o maior clássico do futebol brasiliense de sua época. O Defelê venceu aquela edição do Campeonato, com o Rabello ficando na quarta colocação, com quatro vitórias, um empate e duas derrotas, tendo marcado 16 gols e sofrido 7.

### Mais títulos e os Campeonatos Brasilienses de 1961 e 1962
A rivalidade entre Rabello e Defelê cresceu com a final do Campeonato Brasiliense de Futebol de 1961. Após dois turnos com uma vitória pra cada equipe, as duas equipes disputaram um melhor-de-quatro pra decidir o título. Nos três primeiros jogos em 12, 19 e 26 de novembro, três empates, 1 a 1, 0 a 0 e 1 a 1. No quatro jogo, o Defelê venceu por 3 a 1 e se tornou bicampeão candango. O jogador Sabará, do Rabello, foi considerado o melhor jogador de 1961 pelo jornal Diário Carioca.
No ano seguinte, o Rabello venceu seu rival na Taça Candango, disputada entre eles, o Guará e o Colombo. Após vencer o Defelê na casa dos rivais em 28 de maio de 1962, a final seria disputada no dia 1º de maio com o Guará no campo dos adversários. Uma vitória por 2 a 1 garantiu mais um título para o Rabello. Um novo título é conquistado na sequência, o Torneio da Prefeitura do Distrito Federal. Após vencer Defelê, Guará, Nacional, Guanabara e Planalto, marcando 13 gols e sofreu apenas um, o Rabello levantou a Taça Embaixador Sette Câmara.
Após dois títulos, faltava o Campeonato Brasiliense. Mas não foi dessa vez, a equipe termina o Campeonato Brasiliense de Futebol de 1962 em terceiro, sendo que os rivais do Defelê se tornaram tricampeões.

### Mudanças a partir de 1963
As primeira mudanças foram internas, com a mudança na presidência do clube. Paulo Linhares deixou Brasília no dia 3 de março de 1963, e Romeu Casadei assumiu o cargo. 
No Campeonato Brasiliense de Futebol de 1963, foi vice de novo. Desta vez, perdeu para o Cruzeiro do Sul. No fim do ano, uma Assembleia Geral aprovou a implantação do profissionalismo no Distrito Federal. Rabello, Defelê e Grêmio firmaram um documento solicitando inscrição para disputar o Campeonato Brasiliense de Futebol de 1964. No fim do ano, um amistoso contra o Goiás foi vencido pelo Rabello por 2 a 1.
No novo ano, um novo time. Jackson Roedel veio do Cruzeiro do Sul e trouxe vários colegas de equipe, além de jogadores do Defelê. Em 3 de maio de 1964, disputa o Torneio Triangular Deputado Guilhermino de Oliveira onde enfrenta a forte equipe do Cruzeiro de Minas Gerais, com nomes como Piazza, Tostão e Hilton Oliveira. A raposa vence por apenas 1 a 0, resultado que foi recebido como uma vitória.
A primeira competição profissional do Distrito Federal, o Torneio Prefeito Ivo de Magalhães, foi vencida pelo Rabello, que disputou com outros três clubes - 1.º de Maio, Colombo e Luziânia - vencendo duas partidas e empatando uma. Mais um título para a equipe, mas faltava o principal. E ele veio em 1964. O Rabello foi campeão brasiliense pela primeira vez, de forma invicta, disputando dois turnos com Defelê, 1º de Maio, Colombo e Luziânia. Em oito jogos, sete vitórias e um empate, com 18 gols marcados e 4 sofridos. A primeira equipe campeã candanga do Rabello era formada por Gaguinho no gol, Délio, Aderbal, Bimba, Farneze, Melo e Ivan na defesa e Sabará, Beto Pretti, Zé Maria, Wilson, Djalma, Ceninho, Aires, Clarindinho, Nilo e Raimundinho no ataque.
Em 1965, na inauguração do Estádio de Brasília (mais tarde conhecido como Pelezão) em 21 de abril de 1965, uma seleção do Distrito Federal jogou contra o Siderúrgica, campeão mineiro de 1964. Desta seleção, seis jogadores eram do Rabello. No mesmo ano, vence mais uma vez o Torneio Início e o Campeonato Brasiliense de Futebol de 1965, derrotando Colombo, Guará e Defelê em dois turnos

### 1966: estreia na Taça Brasil
No aniversário de Brasília de 1966, recebe o Fluminense, do Rio de Janeiro, para um amistoso, que termina em 1 a 1. 
Logo depois, estreia na Taça Brasil, enfrentando o campeão goiano, o Anápolis. Após vencer a primeira partida, em 13 de julho de 1966, por 2 a 0, estava empatando a segunda partida por 0 a 0 quando aconteceu uma agressão de um dirigente do clube goiano ao árbitro durante o intervalo, que interrompeu a partida. O restante da partida só foi disputado em 12 de agosto, em Goiânia, terminando com vitória do Anápolis por 1 a 0, levando a decisão da vaga para um terceiro jogo, que acontece dois depois. A Anápolis acaba goleando por 4 a 1 e eliminado o Rabello.
Vence pela quarta vez consecutiva o Campeonato Brasiliense, mesmo com três times a mais - Flamengo, Luziânia e Pederneiras. Fez doze jogos, vencendo oito, empatando dois e perdendo outros dois, tendo levado o título por antecipação no dia 25 de setembro, ao vencer o Luziânia, em seu estádio, por 3 a 1.

### 1967: excursão e penta no Candangão
Em 19 de fevereiro de 1967, enfrentou o Flamengo, do Rio de Janeiro, quando este fez dois amistosos no Distrito Federal. Ambos terminaram em goleada, com o Rabello levando 5 a 0 e o Defelê levando 4 a 0 três dias antes. No mês de março, participou do Torneio Quadrangular Interestadual Taça Ciro Machado do Espírito Santo, onde participaram também o Defelê, o Ipiranga, de Anápolis, e o time reserva do Botafogo do Rio de Janeiro. Venceu o Ipiranga por 4 a 2 e empatou em 0 x 0 com o Botafogo.
O Rabello também saiu para uma viagem em abril, enfrentando equipes de Belém e Teresina. Jackson Augusto Roedel, Vice-Presidente do Rabello, foi o chefe da delegação. 18 jogadores viajaram. Foi derrotado por 2 a 1 pelo Paysandu no dia 15, empatou em dois jogos contra o Remo por 1 a 1 nos dias 19 e 23, venceu o Flamengo do Piauí no dia 27 por 1 a 0 e derrotou o River por 3 a 0 no dia 30.
Na Taça Brasil de 1967, caiu no 1º Subgrupo Centro, com Rio Branco, Goytacaz e Goiás. Jogou as três primeiras partidas fora de casa, tendo sido derrotado por 1 a 0 pelo Goiás em Goiânia e por 3 a 0 pelo Goytacaz em Campos dos Goytacazes. Venceu apenas a partida em Vitória, derrotando o Rio Brando por 1 a 0. Nas partidas em casa, porém, não conseguiu se recuperar, perdendo por 3 a 1 pro Goytacaz e 2 a 0 para o Rio Brando, vencendo apenas o Goiás por 4 a 1, goleada insuficiente para ter chance de classificação para a fase seguinte. Porém, no Campeonato Brasiliense de Futebol de 1967, a supremacia continuou: com dez jogos, com oito vitórias e dois empates, o pentacampeonato veio, superando Colombo, Cruzeiro do Sul, Defelê e Guará. 

### 1968 e 1969: últimos campeonatos
Na Taça Brasil de 1968, a Federação de Brasília decidiu que a Seleção Permanente do Distrito Federal iria vestir a camisa do Rabello e representá-la no torneio. Passou pelo primeiro adversário, o Operário de Campo Grande, mas foi eliminado pelo seguinte, o Atlético Goianiense. Perdeu também o Campeonato Brasiliense pela primeira vez em seis anos, ficando dois pontos atrás de seu rival Defelê.
No ano seguinte, a Federação resolveu promover um campeonato com a participação de clubes amadores e profissionais, que acabou se tornando bastante caótico, desestimulante para as equipes profissionais e desigual para as amadoras. O Rabello, passando a contar somente com jogadores amadores, ficou em 10º lugar, entre 11 clubes. Foram apenas duas vitórias em dez jogos. Sua última partida foi uma derrota por 4 a 2 para o Carioca em 22 de junho de 1969 - a partida seguinte, no dia 29, não aconteceu pois o Alvorada não apareceu, com o Rabello vencendo por W.O.
Não disputou nenhuma competição oficial em 1970, e em 22 de junho de 1971, uma assembleia aprovou a sua desfiliação da Federação. Todos os anos, na época do aniversário de Brasília, os ex-funcionários da Construtora Rabello se reúnem em confraternização, mantendo a tradição de muitos anos de reencontro dos seus empregados e amigos da construção.

## Títulos
| DISTRITAIS             | DISTRITAIS | DISTRITAIS              | DISTRITAIS |
| Competição             | Títulos    | Temporadas              |            |
| ---------------------- | ---------- | ----------------------- | ---------- |
| Campeonato Brasiliense | 4          | 1964, 1965, 1966 e 1967 |            |